# Lachapelle-en-Blaisy
Lachapelle-en-Blaisy är en kommun i departementet Haute-Marne i regionen Grand Est (tidigare regionen Champagne-Ardenne) i nordöstra Frankrike. Kommunen ligger i kantonen Juzennecourt som tillhör arrondissementet Chaumont. År 2022 hade Lachapelle-en-Blaisy 84 invånare.

## Befolkningsutveckling
Antalet invånare i kommunen Lachapelle-en-Blaisy
| Referens: INSEE |